# 洛馬濟夫
48°38′18″N 27°41′27″E / 48.63833°N 27.69083°E
洛馬濟夫（烏克蘭語：Ломазів），是烏克蘭西南部的村莊，隸屬文尼察州的莫希利夫-波季利斯基區。該村始建於1600年，面積0.46平方公里，海拔高度196米，2001年人口301，人口密度每平方公里654.35人。